# Нурпеисов, Плис Кольгельдиевич
Нурпеисов Плис Кольгельдиевич (23.1.1919—23.04.1945) — лётчик-наблюдатель 47-го гвардейского отдельного разведывательного авиационного полка (4-я воздушная армия, 2-й Белорусский фронт), гвардии старший лейтенант, Герой Советского Союза.

## Биография
Родился 23 декабря 1919 года в ауле Тахтакупыр ныне Тахтакупырского района Каракалпакстана (Узбекистан) в семье крестьянина. Казах. Из рода Шомекей, Младшего жуза. Работал учителем. Член ВЛКСМ. В Красную Армию призван в 1939 году Тахтакупырским РВК. Окончил Мелитопольское военное авиационное училище.

## Великая Отечественная война
На фронте Великой Отечественной войны с декабря 1943 года.

#### Подвиг
Из наградного листа:

За период боевой работы в полку с 10 марта 1944 года по 1 апреля 1945 года в составе экипажа произвёл 106 боевых вылета на дальнюю разведку глубоких тылов противника по вскрытию группировок войск, подходов резервов и отхода войск противника, загруженности ж.д. узлов, станций и перегонов, базирование авиации на аэродромах и её деятельность, установление оборонительных рубежей и сооружений противника, из них 100 боевых вылета выполнил отлично… и 10 боевых вылетов выполнил на разведку города Берлина, военных объектов и аэроузлов, находящихся в районах Берлина.
Тов. Нурписов за короткий период боевой работы из молодого лётчика-наблюдателя вырос в отличного мастера воздушной разведки и считается одним из отважных, смелых, настойчивых и инициативных лётчиков-наблюдателей полка, отлично овладел техникой самолётовождения при любых метеорологических условиях, как в облаках, так и за облаками на самолётах Пе-2 и Ту-2 и при выполнении боевых заданий проявляет свою личную разумную инициативу в отыскивании цели, свою храбрость и хитрость разведчика в добыче ценных сведений о противнике».

Указом Президиума Верховного Совета СССР от 18 августа 1945 года за образцовое выполнение боевых заданий командования на фронте борьбы с немецкими захватчиками и проявленные при этом отвагу и геройство  гвардии старшему лейтенанту Нурписову Плису Кольгейдиевичу присвоено звание Героя Советского Союза с вручением ордена Ленина и медали «Золотая Звезда».
23 апреля 1945 старший лейтенант Плис Нурпеисов не вернулся с боевого задания.

## Награды
- Медаль «Золотая Звезда» Героя Советского Союза (18.08.1945)[2][5].
- Орден Ленина (18.08.1945).
- Орден Красного Знамени (21.07.1944), за успешное выполнение 17 боевых вылетов на дальнюю разведку[7].
- Орден Красного Знамени (15.08.1944), за успешное выполнение 14 боевых вылетов на дальнюю разведку[8].
- Орден Отечественной войны I степени (12.12.1944), за успешное выполнение 19 боевых вылетов на дальнюю разведку[9].
- Медали.

## Память
На здании университета в городе Нукус установлена мемориальная доска.
Имя Героя присвоено школе в Тахтакупырском районе.